# マキシム・ネレドバ
マキシム・ネレドバ（Maksym Neledva、1979年3月27日 - ）は、ウクライナ出身の男性キックボクサー。キャプテン・オデッサ所属。

## 来歴
2006年11月4日に行われたK-1ラトビア大会でK-1デビューを果たした。決勝まで駒を進めるも決勝でザビット・サメドフに敗れ準優勝。
2007年2月24日に行われたK-1ハンガリー大会で優勝。
2007年6月23日、K-1 WORLD GP開幕戦への出場権をかけEUROPE GPに参戦。1回戦でマゴメド・マゴメドフに敗れ1回戦敗退。
2007年10月13日に行われたK-1ラトビア大会で堀啓にKO勝ち。

## 人物
- 自分のセールスポイントは本人曰く、ひとつひとつの技術を的確にできることと、絶対に勝つことを諦めないことと言っている。

## 戦績
52戦/48勝/4敗/41KO
| 勝敗 | 対戦相手                   | 試合結果       | 大会名                                             | 開催年月日     |
| ×    | パベル・ズラフリオフ       | 3R終了 判定0-3 | Arbat - WBKF Europe Tournament 【決勝】            | 2007年12月19日 |
| ○    | セミョン・シェルポフ       | 3R終了 判定3-0 | Arbat - WBKF Europe Tournament 【準決勝】          | 2007年11月7日  |
| ○    | 堀啓                       | KO             | K-1 Fighting Network Latvia 2007                   | 2007年10月13日 |
| ○    | サリム・アバカロフ         | 3R TKO         | Arbat - WBKF Europe Tournament 【1回戦】           | 2007年10月3日  |
| ×    | マゴメド・マゴメドフ       | 3R終了 判定0-3 | K-1 WORLD GP 2007 IN AMSTERDAM 【EUROPE GP 1回戦】 | 2007年6月23日  |
| ○    | ゼバット・ポーツラック     | 2R KO          | K-1 Hungary 【決勝】                               | 2007年2月24日  |
| ○    | ダミアン・ガルシア         | 延長R終了 判定 | K-1 Hungary 【準決勝】                             | 2007年2月24日  |
| ○    | クリス・ノーウェルス       | 2R KO          | K-1 Hungary 【1回戦】                              | 2007年2月24日  |
| ×    | ザビット・サメドフ         | 3R終了 判定    | K-1 Riga Latvia Tournament 2006 【決勝】           | 2006年11月4日  |
| ○    | コンスタンチン・グルチョフ | 延長R終了 判定 | K-1 Riga Latvia Tournament 2006 【準決勝】         | 2006年11月4日  |
| ○    | デミトリ・フェフラリオフ   | 2R KO          | K-1 Riga Latvia Tournament 2006 【1回戦】          | 2006年11月4日  |
| ○    | パベル・ズラフリオフ       | 6R TKO         | Arbat                                              | 2006年4月26日  |
| ○    | オレッグ・ドラギッシュ     | 判定3-0        | Arbat                                              | 2006年3月15日  |
| ×    | ザビット・サメドフ         | 判定0-3        | Arbat                                              | 2005年9月28日  |
| ○    | アーテム・ヤシュノフ       | 判定3-0        | Arbat                                              | 2005年7月27日  |
| ○    | ニコライ・サヴィン         | 判定3-0        | Arbat                                              | 2005年2月16日  |
| ○    | トピ・ヘリン               | 4R終了 判定3-0 | European Amateur Muay Thai Championships           | 2002年10月31日 |